# Basiphyllaea
Basiphyllaea là một chi lan ở vùng Đại Antilles gồm 4 loài. 

## Các loài
- Basiphyllaea corallicola
- Basiphyllaea hamiltoniana
- Basiphyllaea sarcophylla
- Basiphyllaea wrightii